# 芒特帕拉廷 (伊利諾伊州)
芒特帕拉廷（英語：Mount Palatine）是位於美國伊利諾伊州拉薩爾縣的一個非建制地區。該地的面積和人口皆未知。

## 地理
芒特帕拉廷的座標為41°11′33″N 89°09′47″W / 41.19250°N 89.16306°W，而該地的平均海拔高度為228米（即748英尺）。